# Max Brunner (Politiker)
Max Brunner (* 16. September 1893 in Zürich; † 15. Januar 1962 in Vira (Gambarogno), reformiert, heimatberechtigt zunächst in Mogelsberg, seit 1912 in Zürich) war ein Schweizer Politiker (FDP).

## Biografie
Brunner kam am 16. September 1893 in Zürich als Sohn des Mechanikers Karl Brunner und der Susanna Margaretha geborene Altherr zur Welt. Er nahm ein Studium der Rechtswissenschaften an der Universität Zürich auf, das er 1919 mit dem Erwerb des akademischen Grades eines Dr. iur. abschloss. In der Folge war er zwischen 1923 und 1959 als erster Sekretär des Hauseigentümerverbands Zürich angestellt.
Brunner heiratete im Jahr 1919 Elisabeth Maria, die Tochter des Johann Heinrich Biber. Er verstarb am 15. Januar 1962 vier Monate nach Vollendung seines 68. Lebensjahres in Vira (Gambarogno).

## Politisches Wirken
Als Mitglied der Freisinnigen Partei bekleidete Max Brunner auf Kantonsebene von 1932 bis 1955 das Amt eines Zürcher Kantonsrats. Darüber hinaus nahm er auf Bundesebene von 1947 bis 1951 Einsitz in den Nationalrat. Dazu war er im Bankrat der Zürcher Kantonalbank vertreten.
Max Brunners Engagement galt der Organisation sowie der Interessenvertretung der Immobilienbesitzer auf verschiedenen Ebenen. Er nahm in einem Zeitraum von fast vier Jahrzehnten wesentlichen Anteil an der Stärkung der Stellung des Hauseigentümerverbands.